# 多布拉湖
52°11′05″N 13°52′51″E / 52.184706°N 13.880925°E

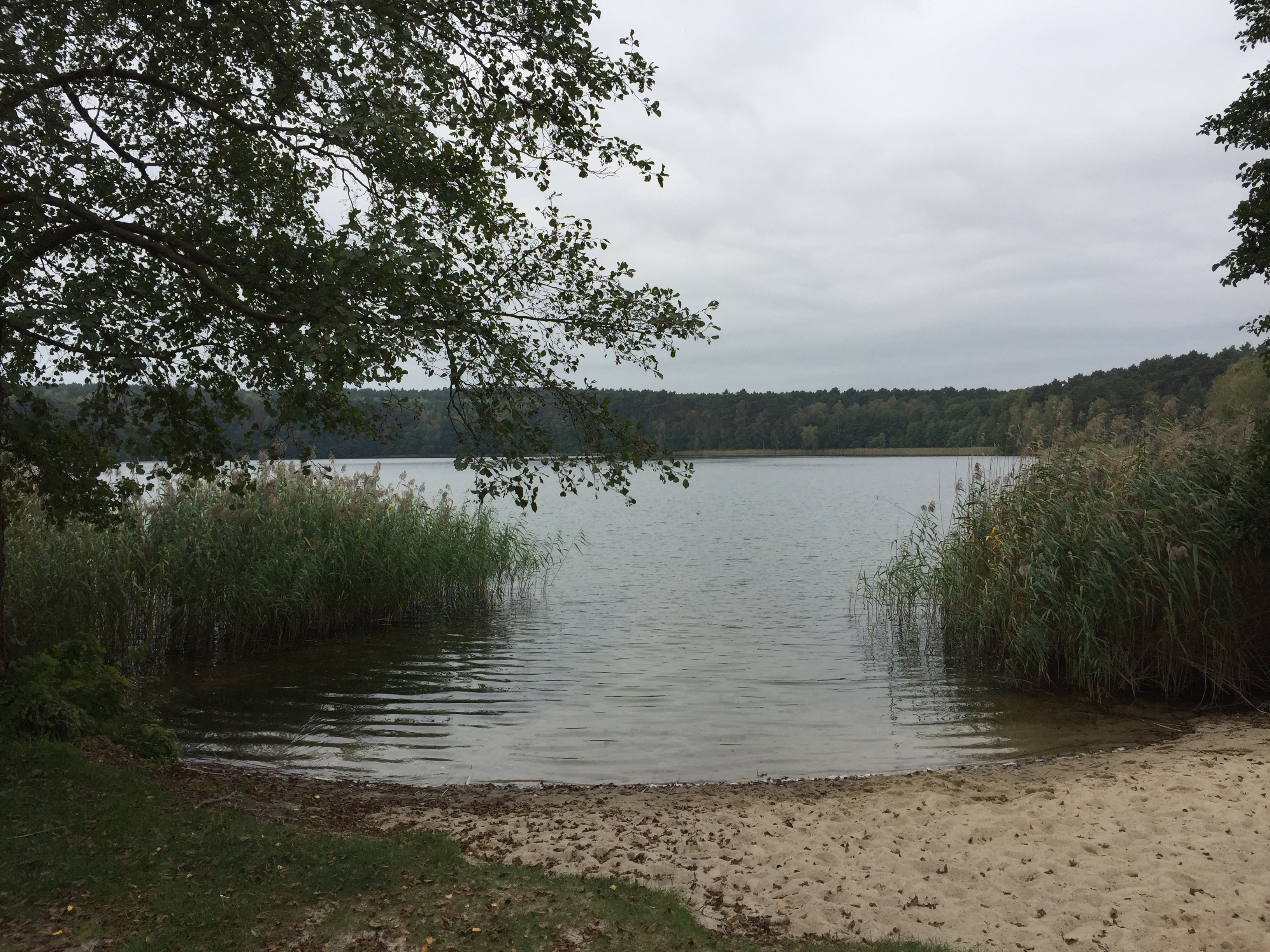

多布拉湖（德語：Dobrasee），是德國的湖泊，位於該國東北部，由勃蘭登堡州負責管轄，處於奧得-施普雷縣，長0.6公里、寬0.5公里，面積0.24平方公里，海拔高度96米，最大水深11米。